# 伯尼兴
伯尼兴（德語：Börnichen）是德国萨克森州的市镇，隶属于厄尔士山县。总面积为15.45平方千米，截至2023年12月31日总人口为959人。